# Trent's Last Case (film)
Trent's Last Case è un film muto del 1920 diretto da Richard Garrick.

## Produzione
Il film fu prodotto dalla Broadwest.

## Distribuzione
Il film uscì nelle sale cinematografiche britanniche nell'ottobre 1920.